# Herbert Grunze
Herbert Grunze (* 4. April 1923 in Berlin; † 2. Dezember 1998 ebenda) war ein deutscher Chemiker (Anorganische Chemie).

## Leben
Grunze studierte ab 1946 Chemie an der Humboldt-Universität Berlin mit dem Abschluss 1952 und der Promotion 1955. Danach war er bei der Deutschen Akademie der Wissenschaften zu Berlin, habilitierte sich 1960 und war ab 1964 Professor an der Humboldt-Universität. 1967 bis 1971 war er Direktor des Instituts für Anorganische Chemie der Akademie der Wissenschaften der DDR und 1974 bis 1980 Direktor des Zentralinstituts für Anorganische Chemie der Akademie der Wissenschaften der DDR. 
Er befasste sich mit Phosphorverbindungen, unter anderem mit polymeren Phosphaten, Analysemethoden von kondensierten Phosphaten über Papierchromatographie  und PHosphor-Chlor-Verbindungen (Reindarstellung von Dichlorphosphorsäure 1959 und von Pyrophosphorylchlorid 1963). 
Er war Mitglied der Leopoldina.  1973 wurde er korrespondierendes Mitglied der Akademie der Wissenschaften der DDR und 1982 erhielt er die Clemens-Winkler-Medaille.